# Prévôté de Québec
La Prévôté de Québec est le premier degré de la justice royale mise en place en Nouvelle-France à partir de 1663 par décision du roi de France Louis XIV avec la création du Conseil souverain de la Nouvelle-France, lors de la réforme du pouvoir judiciaire au Canada.

## Contexte historique
Dès 1639, on créa des tribunaux et on nomma des juges. Ces derniers furent toutefois subordonnés au gouverneur. Certains seigneurs rendirent aussi la justice sur le territoire de leur seigneurie. Néanmoins des premiers changements interviennent dès le 27 mars 1647, notamment avec le "règlement du Conseil du roi"' afin d'établir un bon ordre et police en Canada. Ce règlement précise la composition du Conseil de Québec. L'année suivante, la seigneurie de Montréal se dote d'un tribunal seigneurial.
En 1651, le gouverneur Jean de Lauzon (père), arrivé au Canada le 14 octobre, est chargé de mettre l'administration de la justice sur un pied régulier. Il nomme son fils, Jean de Lauzon (fils) au poste honorifique de grand sénéchal de la Nouvelle-France. Une première sénéchaussée est fondée à Québec et la même année une deuxième est érigée à Trois-Rivières. La sénéchaussée de l'Île de Montréal ne sera créée que le 28 septembre 1663.
Jusqu’en 1663, le gouverneur de la Nouvelle-France demeure le maître absolu de la justice canadienne.

## La réforme judiciaire
En 1663, le roi Louis XIV transforma la Nouvelle-France en colonie royale et dota cette dernière d’un système judiciaire semblable à celui existant dans les provinces françaises. La justice sera rendue à trois niveaux : la justice royale, la justice seigneuriale et la justice de l'intendant. La séparation des pouvoirs n’existe pas encore ce qui fait que les responsabilités législatives, judiciaires et exécutives sont souvent exercées par une même personne. Le gouverneur agit comme procureur général de la colonie.
En mars 1663, Louis XIV accepte la démission de la Compagnie de la Nouvelle-France, présentée par celle-ci le 24 février.

## Le Conseil souverain de la Nouvelle-France
En avril 1663, Louis XIV établit le Conseil souverain de la Nouvelle-France. L'un des motifs est du roi est l'établissement d'une "justice réglée [...] pour y faire fleurir les lois, maintenir et appuyer les bons, châtier les méchants et contenir chacun dans son devoir...". Par son édit d'établissement, le Conseil a le pouvoir "[...] de connaître de toutes causes civiles et criminelles pour juger souverainement et en dernier ressort, selon les lois et ordonnances de notre Royaume, et y procéder autant qu'il se pourra en la forme et manière qui se pratique et se garde dans le ressort de notre Cour du Parlement de Paris, nous réservant néanmoins, selon notre pouvoir souverain, de changer, réformer et amplifier les dites lois et ordonnances, d'y déroger, de les abolir, d'en faire de nouvelles, ou tels règlements, statuts, et constitutions que nous verrons être plus utiles à notre service..."
La création de ce conseil souverain signe la fin du contrat de la Compagnie de la Nouvelle-France, Les trois principaux personnages à y siéger sont le gouverneur, l'évêque et l'intendant. L'Intendant était responsable des affaires civiles, incluant l'administration de la justice et le développement du régime seigneurial, des finances et du commerce.
En 1664, le commissaire Gaudet est envoyé par le roi pour reprendre possession de la Nouvelle-France à la suite de l'abandon et de la démission de la Compagnie de la Nouvelle-France. Il sera chargé de mettre sur pied le Conseil souverain et de mettre en œuvre la réforme judiciaire applicable au Canada et ailleurs en Nouvelle-France. En mai, Louis XIV établit la Compagnie des Indes occidentales pour l'administration du commerce en Nouvelle-France. L'article 33 de l'édit d'établissement de la Compagnie précise que les Juges seront établis en tous les dits lieux, tenus de juger suivant les lois et ordonnances du Royaume, et les officiers de suivre et se conformer à la Coutume de la Prévôté et Vicomté de Paris. 
Le 23 mars, le roi nomme Jean Talon intendant de la justice, police et finances dans la Nouvelle France. Ses pouvoirs en matière de justice sont précisés dans sa commission.

## La Prévôté de Québec
En mai 1666, mise en place de la Prévôté de Québec, sur la base de l'édit de mai 1664 avec la nomination d'un lieutenant-général pour diriger la prévôté. 
Un procureur général chapeaute l'institution judiciaire. Les fonctions du Procureur général étaient de conduire les affaires du roi devant le Conseil souverain et de transmettre les édits et les ordonnances de ce conseil aux procureurs du roi de la Prévôté de Québec et des juridictions royales de Trois-Rivières et de Montréal ; il surveillait la conduite de ces procureurs dans l’exercice de leurs fonctions. De plus, le procureur général était consulté sur les points de la loi, prononçait les réquisitoires et formulait les conclusions que le Conseil supérieur suivait généralement.
Le 9 mai 1677, un édit de Louis XIV autorise la prévôté de Québec de mettre en place une première maréchaussée en Nouvelle-France. Il s'agissait d'une petite troupe d'archers commandée par le prévôt qui siégeait à Québec.

## Personnalités de la Prévôté de Québec
(Liste non exhaustive, classée par ordre chronologique)
- Louis-Théandre Chartier de Lotbinière, (1612–1688), procureur général du Canada et lieutenant-général de la prévôté de Québec pour la Nouvelle-France.
- Nicolas Levieux de Hauteville[1], lieutenant général civil et criminel en la Sénéchaussée de Québec de 1651 à 1656.
- Claude de Bermen de La Martinière, (1636-1719), procureur général et lieutenant général de la prévôté de Québec.
- Louis Boulduc, (1648-1700/01), procureur du roi à la prévôté de Québec de 1676 à 1681, et 1684/85 à 1686[2].
- Pierre Duquet de la Chenaye, (1643-1687), notaire royal et procureur du roi à la prévôté de Québec.
- Pierre André de Leigne, lieutenant général de la prévôté de Québec de 1717 à 1744.
- Charles-Denis Regnard Duplessis de Morampont (1704-1759), grand prévôt de la Maréchaussée le 1er mai 1749
- François Daine, lieutenant-général de la prévôté de Québec de 1744 à 1759.
- Jean-Claude Panet est nommé au poste de notaire royal pour la prévôté de Québec le 22 décembre 1744. Il assuma cette charge jusqu'en 1775 et fit la transition de 1760 à 1763 entre les régimes français et anglais.